# デヴィン・トナー
デヴィン・トナー（Devin Toner、1986年6月29日 - ）は、アイルランドのラグビーユニオン指導者。

## プロフィール
- アイルランド・モイナヴェー出身[1]。
- 現役時代のポジションはロック(LO)。
- 身長 209cm、体重 127kg
- アイルランド代表通算キャップ数は70でワールドカップ2015のアイルランド代表に選ばれた[2]。

## 略歴
2006年、レンスターに加入。 
2022年、現役を引退した。